# Russell megye (Kansas)
Russell megye az Amerikai Egyesült Államokban, azon belül Kansas államban található. Megyeszékhelye és legnagyobb városa Russell. Lakosainak száma 6691 fő (2020. április 1.). Russell megye Osborne, Barton, Lincoln, Ellsworth, Rush és Ellis megyékkel határos.

## Népesség
A megye népességének változása:
| Lakosok száma | 6983 | 6962 | 6965 | 6933 | 7039 | 6691 |
|               | 2010 | 2011 | 2012 | 2013 | 2015 | 2020 |